# Forest Hill állomás
A Forest Hill a londoni Overground egyik állomása a 3-as zónában, az East London line érinti.

## Története
Az állomást 1839. június 5-én adták át Dartmouth Arms néven a London and Croydon Railway részeként. Mai nevét 1845-ben kapta. 2010. április 27-étől az újraindított East London line egyik állomása.

## Forgalom
| Járat    | Útvonal | Gyakoriság    |
| -------- | --- | ------------- |
|          | Highbury & Islington – Canonbury – Dalston Junction – Haggerston – Hoxton – Shoreditch High Street – Whitechapel – Shadwell – Wapping – Rotherhithe – Canada Water – Surrey Quays – New Cross Gate – Brockley – Honor Oak Park – Forest Hill – Sydenham – Crystal Palace                                         | 15 percenként |
|          | Highbury & Islington – Canonbury – Dalston Junction – Haggerston – Hoxton – Shoreditch High Street – Whitechapel – Shadwell – Wapping – Rotherhithe – Canada Water – Surrey Quays – New Cross Gate – Brockley – Honor Oak Park – Forest Hill – Sydenham – Penge West – Anerley – Norwood Junction – West Croydon | 15 percenként |
| Southern | London Bridge – New Cross Gate – Brockley – Honor Oak Park – Forest Hill – Sydenham (– tovább Crystal Palace, Penge West és Norwood Junction felé) | 10 percenként |

## Átszállási kapcsolatok
| Állomás     | Átszállási kapcsolatok             |
| ----------- | ---------------------------------- |
| Forest Hill | Helyi buszok (Forest Hill Station) |

## Fordítás
- Ez a szócikk részben vagy egészben  a   Forest Hill railway station című angol Wikipédia-szócikk fordításán alapul.  Az eredeti cikk szerkesztőit annak laptörténete sorolja fel. Ez a jelzés csupán a megfogalmazás eredetét és a szerzői jogokat jelzi, nem szolgál a cikkben szereplő információk forrásmegjelöléseként.